# Коллаборационизм

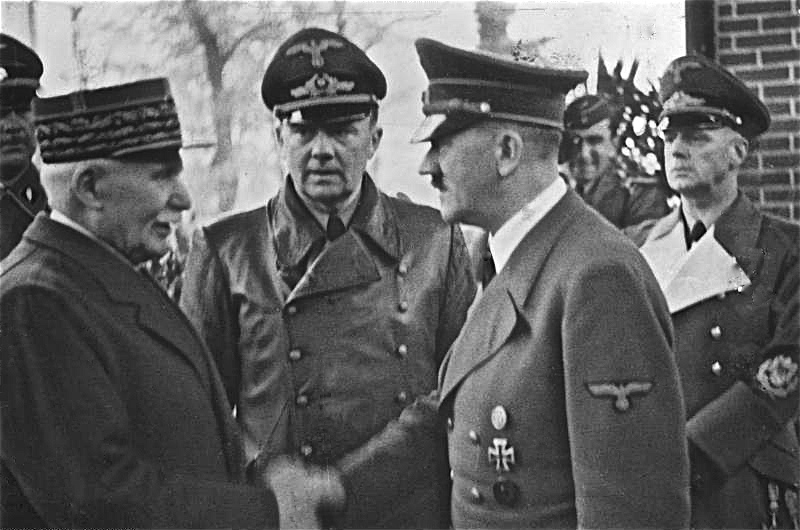
Лидер Вишистской Франции маршал Филипп Петен встречается с Адольфом Гитлером в Монтуаре 24 октября 1940 года

Коллаборациони́зм (от фр. collaboration — сотрудничество) — сотрудничество с врагом против страны гражданства в военное время, добровольное сотрудничество граждан оккупированного государства с противником, направленное во вред стране гражданства в ходе войны или вооружённого конфликта. В законодательстве многих стран приравнивается к военному преступлению.

## Этимология
Термин «коллаборационист» (фр. collaborateur) встречается с 1802 года, когда оно использовалось во время наполеоновских войн против контрабандистов, торгующих с Англией и помогавших в бегстве монархистам. Термин происходит от лат. collaboratus, причастие прошедшего времени от collaborare «работать с», от com — «с» + labore «работать». Значение «предательское сотрудничество с врагом» восходит к 1940 году и первоначально применялось в отношении правительства Виши во Франции, которое сотрудничало с нацистской Германией в 1940—1944 годах. Впервые термин был использован в современном смысле 24 октября 1940 года на встрече маршала Филиппа Петена и Адольфа Гитлера в Монтуар-сюр-Луар через несколько месяцев после падения Франции. Петен считал, что Германия выиграла войну, и сообщил французам, что согласен на «сотрудничество» («collaboration») с Германией.

## Определения
Коллаборационизм может принимать различные формы, включая политическое, экономическое, социальное, культурное или военное сотрудничество. Предпринимаемые действия могут быть предательскими в той или иной степени. В контексте Второй мировой войны термин обычно означает активное сотрудничество с врагом.
Стэнли Хоффман подразделял сотрудничество на ненамеренное (невольное признание необходимости) и добровольное (попытка извлечения выгоды из ситуации). По его словам, коллаборационизм может быть как сервильным (рабским), так и идеологическим. Сервильный коллаборационизм — служение врагу, основанное на необходимости личного выживания или потребности в комфорте, тогда как идеологический — поддержка идеи сотрудничества с врагом. Напротив, Бертрам Гордон использовал термины «коллаборатор» («collaborator») и «коллаборационист» («collaborationist») для обозначения неидеологического и идеологического сотрудничества соответственно. Джеймс Мейс Уорд утверждал, что, хотя коллаборационизм часто приравнивается к государственной измене, между интернированными гражданскими лицами (в основном американцами) на Филиппинах и японцами, захватившими их, существовало «легитимное сотрудничество» для взаимной выгоды и увеличения возможности для интернированных выжить.
После Второй мировой войны историки часто используют термин «коллаборационист» в контексте военной оккупации Франции Германией во время Второй мировой войны. В отличие от других побеждённых правительств, которые капитулировали перед Германией и бежали в изгнание, французское правительство подписало перемирие, осталось во Франции, сотрудничало с Германским рейхом в экономическом и политическом отношении и использовала новую ситуацию для передачи власти пронацистскому французскому государству под руководством маршала Филиппа Петена.
В контексте Второй мировой войны в Европе, и особенно Вишистской Франции, историки проводят различие между терминами «коллаборация» («collaboration») и «коллаборационизм» («collaborationism»). Стэнли Хоффманн в 1974 году и другие историки использовали термин collaborationnistes для обозначения фашистов и симпатизирующих нацистам, которые по антикоммунистическим или другим идеологическим причинам желали укрепления сотрудничества с нацистской Германией. Термин «коллаборационизм» относится к тем, в первую очередь из числа фашистов в Вишистской Франции, кто принял цель победы Германии как свою собственную, тогда как «коллаборация» относится к тем французам, которые сотрудничали с немцами по какой-либо причине.

## История

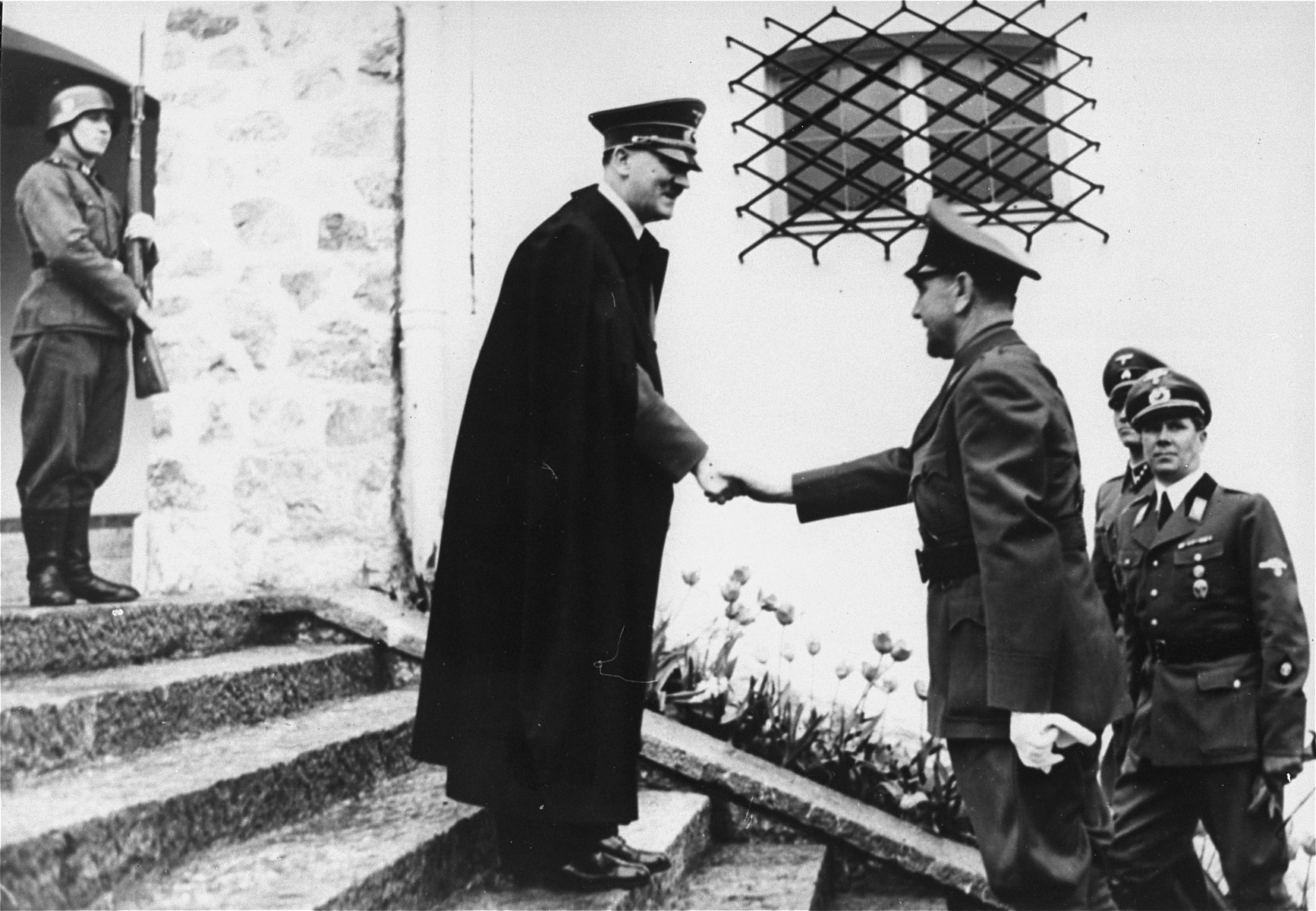
Лидер Независимого государства Хорватия Анте Павелич пожимает руку Адольфу Гитлеру в 1941 году

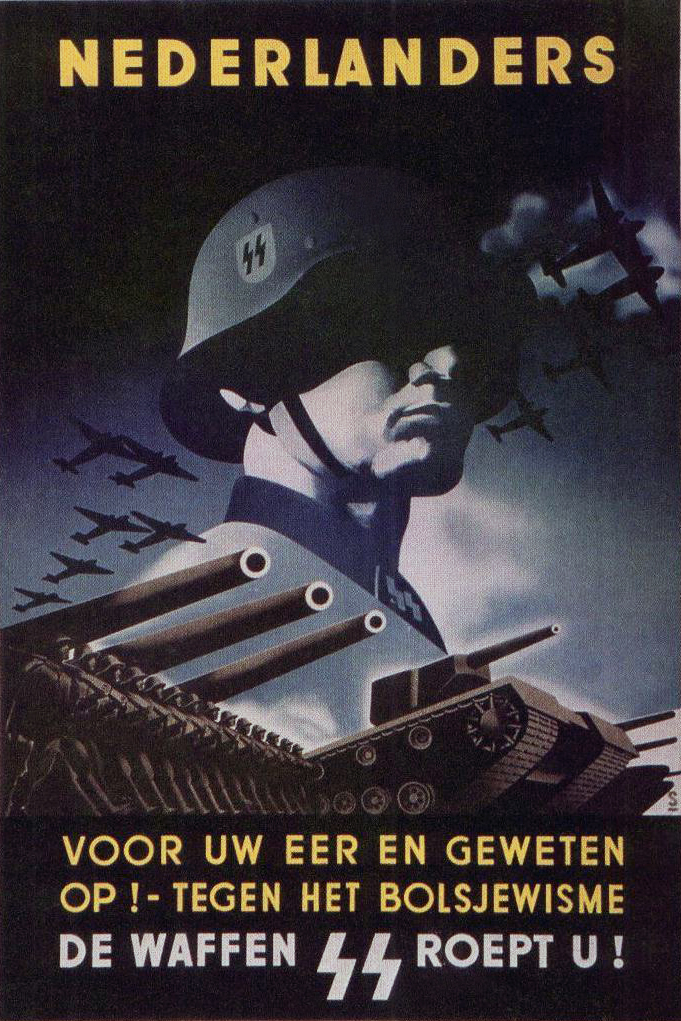
Голландский плакат с призывом вступить в Ваффен СС

Явление как таковое существует с древних времён. Историк Герхард Хиршфельд отмечает, что это явление имело место на протяжении всей истории войн и оккупации. Как понятие возникло в начале XIX века в ходе наполеоновских войн. Широкое применение получило во время Второй мировой войны. Первоначально так называлось сотрудничество французских граждан с властями нацистской Германии в период режима Виши. Позднее понятие было перенесено на другие оккупированные странами Оси государства, включая Бельгию, Нидерланды, Норвегию, Китай и др., а также стало применяться к военным формированиям из граждан оккупированных государств, которые контролировались немецкими или японскими вооружёнными силами или были включены в состав последних: голландско-фламандский полк «Вестланд» и датско-норвежский полк «Нордланд» в составе немецкой танковой дивизии СС «Викинг», Индийская национальная армия, участвовавшее в войне в Юго-Восточной Азии годы на стороне японской армии, индонезийская «Добровольческая армия защитников отечества» и др.).
В СССР в период Великой Отечественной войны в отношении этого явления использовались термины «сотрудничество с оккупантами» или «пособничество оккупантам», что квалифицировалось в качестве измены родине. В число коллаборационистов вошли различные группы советского населения, включая идейных противников советского режима, националистов из советских республик, дезертиров, некоторой части военнопленных, а также представителей мирного населения, которые считали сотрудничество с немцами единственным средством выжить в условиях оккупации или плена. По оценкам ряда зарубежных и российских историков численность советских граждан, в какой-либо мере сотрудничавших с оккупантами в годы войны составляла около 1,5 млн человек. Большая часть российских исследователей даёт оценку от 200 до 800 тысяч человек.
После окончания Второй мировой войны в большинстве принимавших участие в войне стран коллаборационисты были подвергнуты различным репрессиям. Наиболее значимые их представители были казнены: Пьер Лаваль во Франции, Видкун Квислинг в Норвегии, Андрей Власов в СССР и др.

## Примеры коллаборационизма

### Вторая мировая война
Во время Второй мировой войны сотрудничество существовало в разной степени в оккупированных немцами зонах, начиная от правительственных чиновников и заканчивая знаменитостями и простыми гражданами. Среди известных немецких коллаборационистов были голландский актер Йоханнес Хестерс или англоязычный радиоведущий Уильям Джойс (известный под всевдонимом лорд Хау-Хау).

#### Норвегия
Видкун Квислинг – майор норвежской армии и бывший министр обороны. В феврале 1942 года он стал министром-президентом Норвегии и попытался нацифицировать страну, но встретил яростное сопротивление большинства населения. Его имя стало нарицательным и сегодня ассоциируется с коллаборационистом.